# Fredrik Neij
Hans Fredrik Lennart Neij (27 d'abril del 1978), àlies TIAMO, és el cofundador de The Pirate Bay, i el proveïdor de serveis d'Internet i l'empresa d'allotjament web suec PRQ. Neij va ser un dels acusats en The Pirate Bay Trial que va començar el 16 de febrer de 2009. Ell i altres operadors de The Pirate Bay van ser acusats d'ajudar els usuaris en pràctiques d'infracció de drets d'autor.  El seu temps durant l'esmentat judici ha estat capturat a la pel·lícula documental TPB AFK de Simon Klose.

## Problemes legals de The Pirate Bay
El 17 d'abril de 2009, Neij va ser declarat culpable. Va ser condemnat a un any de presó i condemnat a pagar una indemnització de 905.000 dòlars.
El novembre de 2014, Neij va ser arrestat a Nong Khai amb una ordre de la Interpol mentre intentava travessar la frontera de Laos a Tailàndia. Les autoritats tailandeses van declarar que una associació cinematogràfica amb seu als Estats Units va fer que un advocat tailandès cerqués Neij i l'ajudés en la seva captura. Durant els seus tres anys a Laos, segons informa, havia creuat la frontera gairebé 30 vegades cap a Tailàndia, on tenia una casa a l'illa turística de Phuket. BayFiles, un lloc web d'allotjament de fitxers afiliat a Pirate Bay registrat amb el nom de Neij, es va tancar bruscament després de l'arrest.
Neij va complir dos terços (200 dies) d'una condemna de 10 mesos a la presó de Skänninge, al centre de Suècia. Va ser alliberat l'1 de juny de 2015 i té previst establir-se a Laos i treballar en TI.